# CD-ROM

Diagrama das camadas de um CD: [A] - camada de policarbonato onde os dados são codificados - [B] - camada refletora que reflete o laser - [C] - camada selada para evitar oxidação - [D] - as ilustrações são impressas nessa camada - [E] - o raio laser lê o disco de policarbonato, é refletido de volta e lido pela unidade de disco.

O Compact Disc Read Only Memory (sigla CD-ROM), em português: Disco Compacto - Memória Somente de Leitura, é um tipo de CD desenvolvido em 1985.
O termo compacto se deve ao seu pequeno tamanho para os padrões vigentes quando do seu lançamento, e memória apenas para leitura deve-se ao fato do seu conteúdo poder apenas ser lido e nunca alterado. O termo foi herdado da memória ROM, que contrasta com tipos de memória RW como memória flash. 
A gravação era feita pelo seu fabricante. Existem outros tipos desses discos, como o CD-R e o CD-RW, que permitem ao utilizador normal fazer a suas próprias gravações, uma ou várias vezes, respectivamente, caso possuísse o hardware e o software necessários. 
Os CD-ROMs podiam armazenar qualquer tipo de conteúdo, desde dados genéricos, vídeo e áudio, ou mesmo conteúdo misto. Os leitores de áudio normais só podem interpretar um CD-ROM caso este contenha áudio.
A norma que regulava o CD-ROM foi estabelecida em 1985 pela Sony e Philips.

## Estrutura
Basicamente, um CD-ROM é constituído de um disco de plástico transparente com duas faces, e um orifício no centro. A uma das faces deste disco, é aplicada uma liga metálica de alumínio, onde serão efetivamente armazenados os dados, e que cobre a maioria da superfície. Por cima da outra face são geralmente impressas imagens ou caracteres. Ambas as faces devem ser tratadas com cuidado, mas esta última especialmente, pois o menor dano pode inutilizar todo o disco. A face oposta é deixada limpa e livre para que o disco possa ser lido.

## Funcionamento

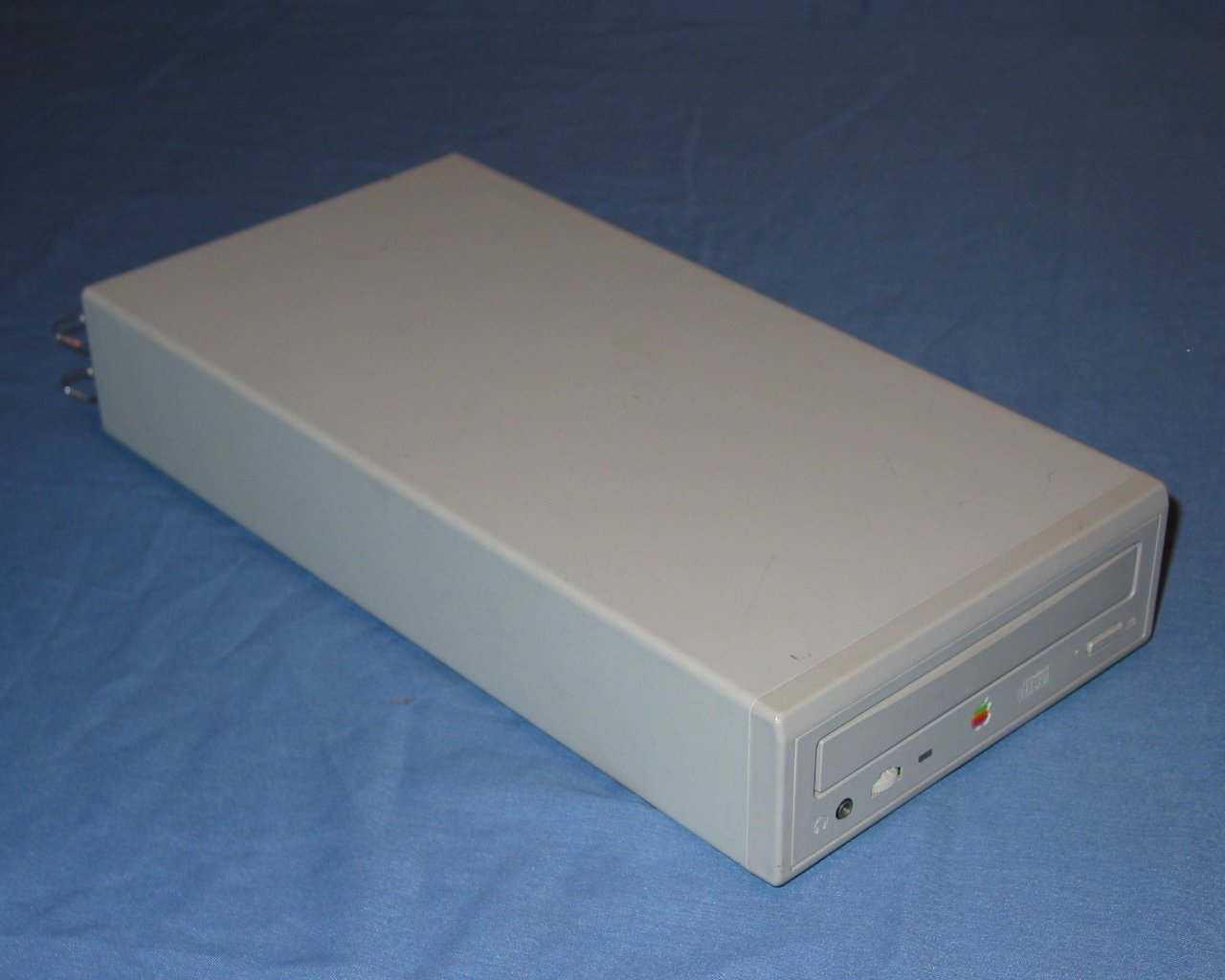
Leitor de CD-ROM da Apple Inc.

Na liga metálica que cobre uma das faces do disco, degraus microscópicos, intercalados com espaços (sem ação do laser), são impressos de forma contínua e em espiral, desde o centro até o limite exterior. Estas depressões e espaços, correspondem a 0s e 1s - bits ou dígitos binários - que são posteriormente codificados em informação pelos leitores de CD-ROM.

## Fabricação do CD

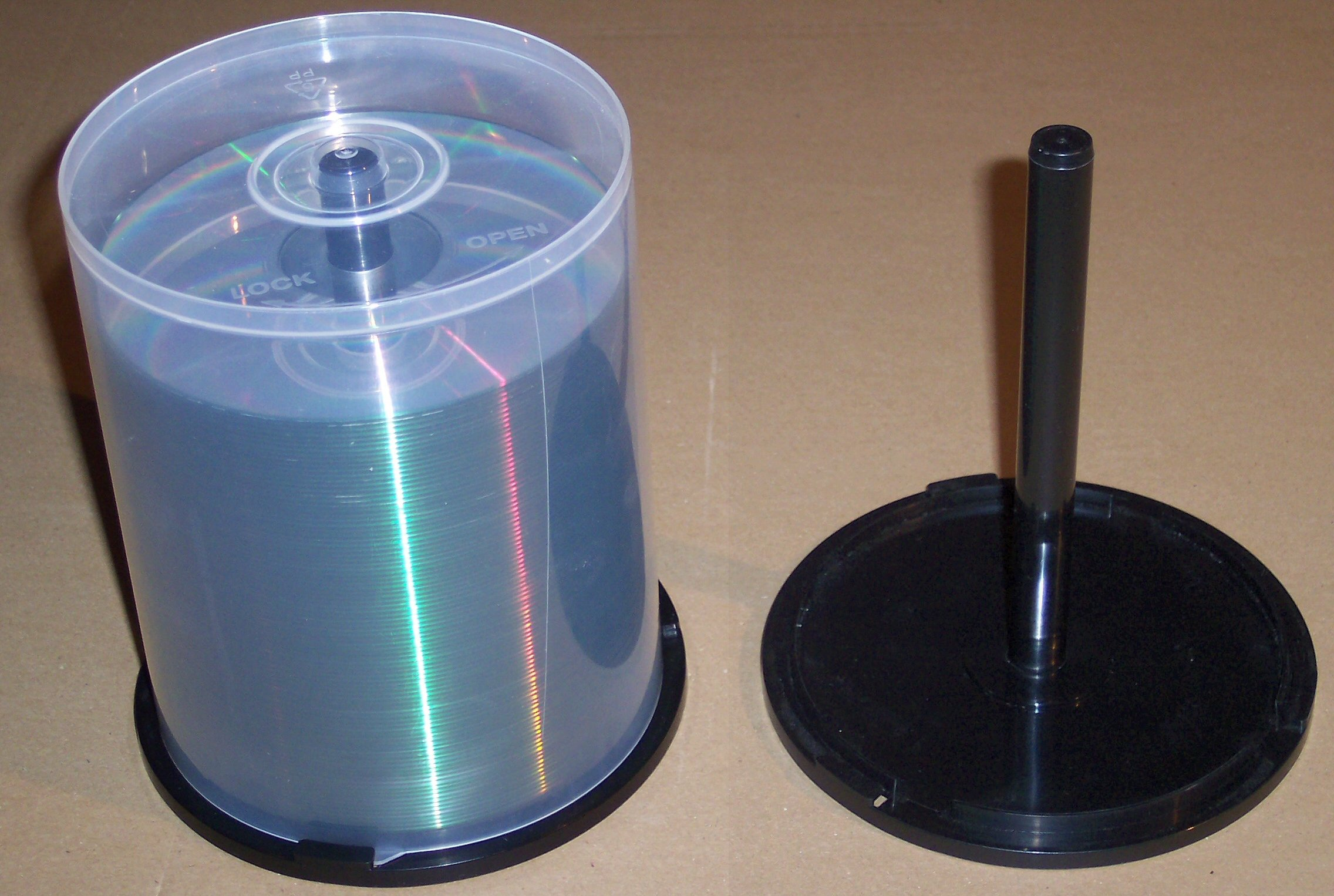
Torre de CD.

1. O cliente manda para a fábrica o material da gravação de áudio ou dados em um CD-R, e envia mais um outro CD onde tem os arquivos das artes do material gráfico e do rótulo do CD.
2. O CD-R será copiado e enviado ao setor de pré-masterização e o outro será encaminhado para o setor de pré-impressão, onde eles serão analisados.
3. No setor de pré-masterização são verificadas fisicamente as condições do material enviado pelo cliente. Quando constatado que a informação pode ser "lida", o CD é enviado para a masterização.
4. No setor de pré-impressão, os critérios das artes de material gráfico e rótulo são analisados. São verificados os dados como dimensões, localização das dobras, dados obrigatórios do solicitante e fabricante, etc. Quando aprovadas, as artes seguem para a produção.
5. Seguindo da informação original e produzida a matriz (glass master) feita de vidro, com tamanho maior que o CD comum. No CD de vidro é colocada uma camada de fotossensível. Essa substância é aplicada a raio do laser e revelada como uma foto. Após o término do processo serão formadas micro cavidades, chamadas "pits". Na próxima etapa vai ser aplicada uma camada de níquel sobre o CD, terminando a masterização.
6. No processo de eletroformação, o glass master é banhado através do processo eletroquímico, que torna a camada de níquel mais grossa, assim formando uma matriz metálica chamada de stamper.
7. O stamper é separado do vidro, que serve para reaproveitamento. A matriz metálica passa por um processo de lixamento e corte, e vai para o setor de replicação.
8. O stamper é posto em um molde na máquina que injeta policarbonato. Esse material se molda ao stamper, que forma um CD, e ainda recebe uma camada de alumínio e uma de verniz para proteger.
9. Depois de replicado, o CD é transportado para o setor de silk screen, onde é impresso a arte do produto conforme as fotos enviadas pelo cliente.
10. Depois de tudo isso o CD está pronto.

## Capacidade
Alguns anos antes de 2005, os CD-ROMs com capacidade/tamanho de 650 megabytes (MB) foram substituídos pelos de 700 megabytes, passando então estes a ser os mais comuns, existindo, no entanto, outros formatos superiores. Mas, atualmente existem CDs de até 2 gigabytes (GB) de capacidade.
| Tipo               | Tempo           | Setores | Tamanho máximo de dados (bytes) | Tamanho máximo de dados (MB) |
| ------------------ | --------------- | ------- | ------------------------------- | ---------------------------- |
| "200 MB" (Mini CD) | 21 a 25 minutos | 94 500  | 193 536 000                     | 184,6                        |
| "550 MB"           | 63 minutos      | 283 500 | 580 608 000                     | 553,7                        |
| "650 MB"           | 74 minutos      | 333 000 | 681 984 000                     | 650,3                        |
| "700 MB"           | 80 minutos      | 360 000 | 737 280 000                     | 703,1                        |
| "800 MB"           | 90 minutos      | 405 000 | 829 440 000                     | 791,0                        |
| "900 MB"           | 99 minutos      | 445 500 | 912 384 000                     | 870,1                        |